# Haringey
Haringey és un districte de Londres, Regne Unit,

## Barris
El districte de Haringey està compost pels següents barris.
| - Bounds Green - Bowes Park - Broadwater Farm - Crouch End - Finsbury Park - Fortis Green - Harringay - Highgate - Hornsey - Muswell Hill | - Noel Park - Northumberland Park - Seven Sisters - South Tottenham - Stroud Green - Tottenham - Tottenham Green - Tottenham Hale - West Green - Wood Green |